# کاستلارانو
کاستلارانو (به ایتالیایی: Castellarano) یک کومونه در ایتالیا است که در استان رجو امیلیا واقع شده‌است.

## خصوصیات
کاستلارانو ۵۷٫۵ کیلومترمربع مساحت و ۱۳٬۴۰۷ نفر جمعیت دارد و ۱۴۹ متر بالاتر از سطح دریا واقع شده‌است.

## خواهرخوانده
شهرهای شتوروو و Bruntál خواهرخوانده‌های کاستلارانو هستند.